# Radostowo (województwo zachodniopomorskie)
Radostowo – osada w Polsce położona w województwie zachodniopomorskim, w powiecie szczecineckim, w gminie Grzmiąca.